# Psacalium poculiferum
Psacalium poculiferum là một loài thực vật có hoa trong họ Cúc. Loài này được (S.Watson) Rydb. miêu tả khoa học đầu tiên năm 1924.